# Gien-sur-Cure
Gien-sur-Cure település Franciaországban, Nièvre megyében. Lakosainak száma 90 fő (2022. január 1.). Gien-sur-Cure Moux-en-Morvan, Anost, Cussy-en-Morvan, Ménessaire és Planchez községekkel határos.

## Népesség
A település népességének változása:
| Lakosok száma | 96   | 94   | 96   | 97   | 95   | 92   | 90   | 90   |
|               | 2013 | 2015 | 2017 | 2018 | 2019 | 2020 | 2021 | 2022 |